# Irmgard Pahl
Irmgard Pahl (* 8. August 1934 in Köln; † 24. April 2022 in Wetter) war eine deutsche Liturgiewissenschaftlerin.     

## Leben

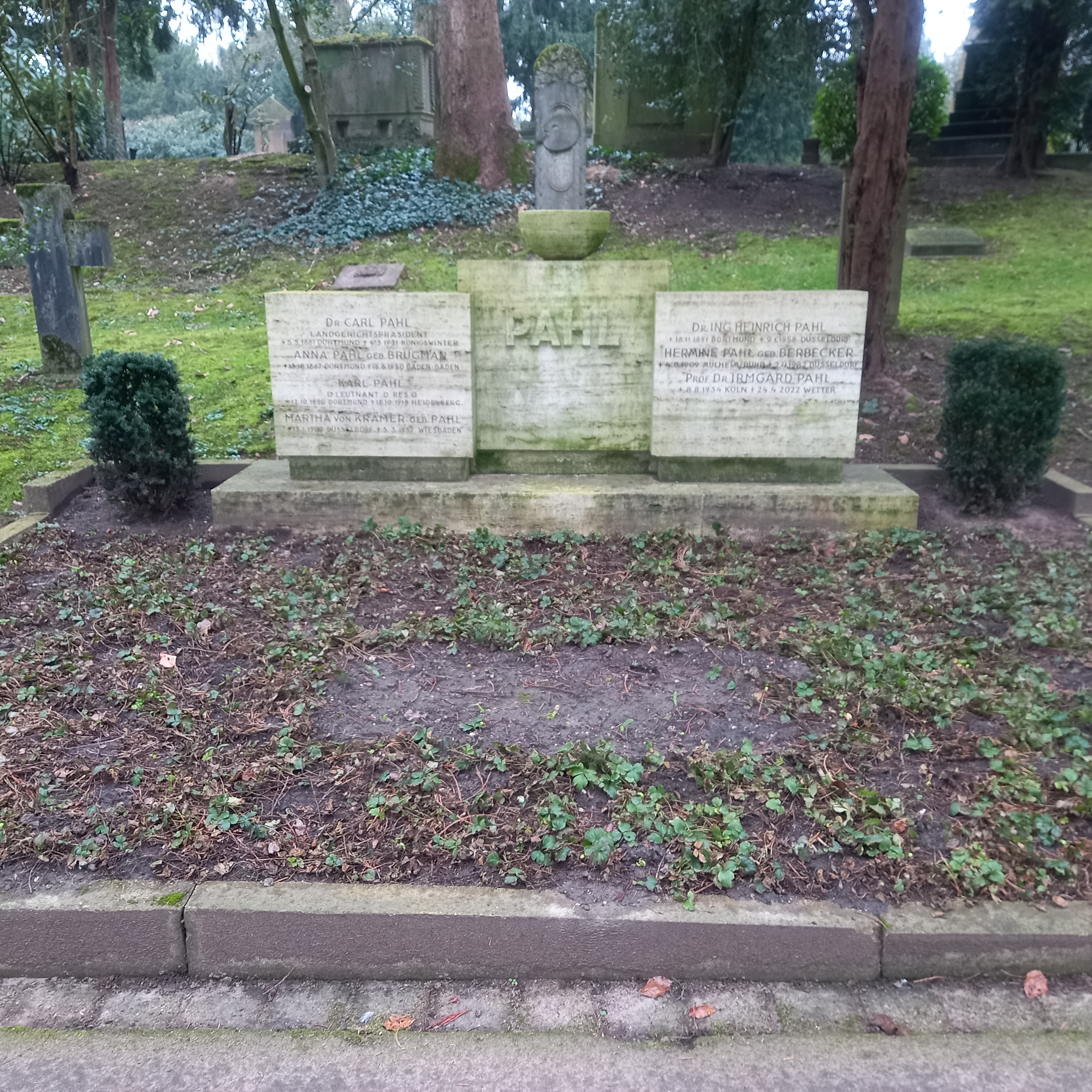
Das Grab von Irmgard Pahl im Familiengrab auf dem Nordfriedhof (Düsseldorf)

Nach dem Theologiestudium und der Promotion im Fach Liturgiewissenschaft 1965 bei Joseph Pascher in München wirkte sie von 1966 bis 1972 am Deutschen Liturgischen Institut in Trier. Ab 1973 war sie als Lehrbeauftragte an der Katholischen Fachhochschule Paderborn tätig. Zudem lehrte sie in Detmold und Wuppertal. 1989 kam sie nach Bochum, um dann ab 1991 den Lehrstuhl für Liturgiewissenschaft zu vertreten. 1997 folgte der Ruf auf die Professur. Die Emeritierung erfolgte 2000.
Pahl erreichte insbesondere durch ihre Forschung zur Eucharistiefeier Bekanntheit. Ihre kommentierte Edition der Eucharistie- und Abendmahlsgebete der westlichen Kirchen, an der sie seit Ende der 1960er Jahre bis nach 2010 arbeitete, wurde zu einem Standardwerk. Der zweite Schwerpunkt ihrer Arbeit lag im Austausch zwischen Liturgiewissenschaft und Frauenforschung.
Von 1995 bis 1997 hatte Pahl als erste Frau die Präsidentschaft der Gesellschaft Societas Liturgica inne.
Seit 1970 organisierte Pahl zusammen mit dem ehemaligen Pfarrer Karl Heinz Grenner die Aktion „Nicht einsam am Heiligen Abend“ des Ökumenischen Arbeitskreises in der St.-Vinzenz-Gemeinde in Witten. 2016 wurden beide für ihren ehrenamtlichen Einsatz mit der Goldenen Nadel der Stadt Witten ausgezeichnet.
2022 starb Irmgard Pahl nach langer schwerer Krankheit im Alter von 87 Jahren. Sie wurde im Familiengrab auf dem Nordfriedhof in Düsseldorf bestattet.

## Schriften (Auswahl)
- Die Christologie der römischen Meßgebete mit korrigierter Schlußformel. Max Hueber Verlag, München 1966, OCLC 720436545.
- mit Stefan Böntert (Hrsg.): Sacrum Convivium: die Eucharistiegebete der westlichen Kirchen im 20. und frühen 21. Jahrhundert.
  - Band I: Kirchen der Reformation. Aschendorff Verlag, Münster 2021, ISBN 978-3-402-13638-6.
  - Band II: Römisch-Katholische Kirche, Alt-Katholische Kirche, Kirchen der Reformation. Aschendorff Verlag, Münster 2022, ISBN 978-3-402-13815-1.